# Zalegošč'
Zalegošč' (in russo За́легощь?) è un insediamento di tipo urbano della Russia europea sudoccidentale, situato nell'oblast' di Orël; è il centro amministrativo del rajon Zalegoščenskij.
Si trova sul fiume Neruč', 63 km a est di Orël.